# Unterseeboot UB-148
Pour les autres navires du même nom, voir Unterseeboot 148.
L'Unterseeboot UB-148 est un sous-marin (U-Boot) allemand de type UB III de la Kaiserliche Marine pendant la Première Guerre mondiale. Il a été mis en service dans la marine impériale allemande le 19 septembre 1918. 
L'UB-148 s’est rendu aux États-Unis le 1er décembre 1918, conformément aux exigences de l’armistice avec l’Allemagne. Il a ensuite été coulé comme cible par l’USS Sicard (DD-346) au cours de l’été 1921, au large de la côte est des États-Unis

## Conception
L'UB-148 avait un déplacement de 523 tonnes en surface et de 653 tonnes en immersion. Ses moteurs lui permettaient de naviguer à 13,5 nœuds (25,0 km/h) en surface et à 7,5 nœuds (13,9 km/h) en immersion. Il avait une autonomie de 9090 milles marins (16830 km) à sa vitesse de croisière. L'UB-148 transportait 10 torpilles et était armé d’un canon de pont de 10,5 cm SK L/45. L'UB-148 avait un équipage de 3 officiers et 31 hommes.

## Historique des services
L'UB-148 a été construit par AG Weser à Brême. Après un peu moins d’un an de construction, il a été lancé à Brême le 7 août 1918.

## Commandants
- Oberleutnant zur See Walter Warzecha[6] : du 19 septembre au 11 novembre 1918